# 沃希托鎮區 (阿肯色州溫泉縣)
沃希托鎮區（英語：Ouachita Township）是位於美國阿肯色州溫泉縣的一個行政鎮區。

## 地方資料
沃希托鎮區的面積為61.25平方千米，當中陸地面積為61.04平方千米，而水域面積為0.21平方千米。根據2010年美國人口普查的數據，當地共有人口660人，而人口密度為每平方千米10.78人。